# جان بنتام
جان بنتام (انگلیسی: John Bentham؛ زادهٔ ۳ مارس ۱۹۶۳) بازیکن فوتبال اهل بریتانیا است.
از باشگاه‌هایی که در آن بازی کرده‌است می‌توان به باشگاه فوتبال یورک سیتی اشاره کرد.